# Edward B. Jackson
Edward Brake Jackson (* 25. Januar 1793 in Clarksburg, Virginia; † 8. September 1826 bei Bedford, Pennsylvania) war ein US-amerikanischer Politiker. Zwischen 1820 und 1823 vertrat er den Bundesstaat Virginia im US-Repräsentantenhaus.

## Werdegang
Der im heutigen West Virginia geborene Edward Jackson entstammte einer bekannten Politikerfamilie: Er war der Sohn von George Jackson (1757–1831) und Bruder von John George Jackson (1777–1825), die beide ebenfalls Kongressabgeordnete waren. Er besuchte die Randolph Academy in Clarksburg und studierte danach Medizin. Nach seiner Zulassung als Arzt begann er in Clarksburg in diesem Beruf zu praktizieren. Während des Britisch-Amerikanischen Krieges von 1812 war er Militärarzt. Nach dem Krieg  schlug er als Mitglied der Demokratisch-Republikanischen Partei eine politische Laufbahn ein. Zwischen 1815 und 1818 saß er im Abgeordnetenhaus von Virginia.
Nach dem Rücktritt des Abgeordneten James Pindall wurde Jackson bei der fälligen Nachwahl für den ersten Sitz von Virginia als dessen Nachfolger in das US-Repräsentantenhaus in Washington, D.C. gewählt, wo er am 23. Oktober 1820 sein neues Mandat antrat. Nach einer Wiederwahl konnte er bis zum 3. März 1823 im Kongress verbleiben. Im Jahr 1822 verzichtete er auf eine weitere Kandidatur. Nach dem Ende seiner Zeit im US-Repräsentantenhaus ist Edward Jackson politisch nicht mehr in Erscheinung getreten. Er starb am 8. September 1826 nahe Bedford in Pennsylvania.